# Tetrație
În matematică, tetrația (sau hiper-4) este următoarea hiperoperație după cea exponențială, și este definită ca exponențială repetată. Cuvântul a fost inventat de către Ruben Louis Goodstein, de la tetra- (patru) și repetare. Tetrația este folosită pentru notarea unor numere foarte mari. Notația {\displaystyle {^{n}a}} înseamnă {\displaystyle {a^{a^{\cdot ^{\cdot ^{a}}}}}}, aplicarea de exponențiere {\displaystyle n-1} ori.
Prezentate aici sunt primele patru hiperoperații, cu tetrația ca cea de-a patra (și succesiune, operație notată {\displaystyle } luând {\displaystyle } și rezultând numărul de după {\displaystyle }ca 0):
1. Adunare
{\displaystyle a+n=a+\underbrace {1+1+\cdots +1} _{n}}
n copiile lui 1 adăugate la a.
2. Înmulțire
{\displaystyle a\times n=\underbrace {a+a+\cdots +a} _{n}}
n copiile lui a combinate prin adunare.
3. Exponențiere
{\displaystyle a^{n}=\underbrace {a\times a\times \cdots \times a} _{n}}
n copiile lui a combinate prin înmulțire.
4. Tetrație
{\displaystyle {^{n}a}=\underbrace {a^{a^{\cdot ^{\cdot ^{a}}}}} _{n}}
n copiile lui a combinate prin exponențială, de la dreapta la stânga.

Exemplul de mai sus este citit ca "n tetrație a lui a". Fiecare operațiune este definită prin repetarea celei anterioare (operația următoare din secvență este pentație). Tetrația nu este o funcție elementară.

## Definiție
Pentru orice număr real pozitiv {\displaystyle a>0} și număr întreg non-negativ {\displaystyle n\geq 0}, vom defini {\displaystyle \,\!{^{n}a}} de către:
{\displaystyle {^{n}a}:={\begin{cases}1&{\text{dacă }}n=0\\a^{\left[^{(n-1)}a\right]}&{\text{dacă }}n>0\end{cases}}}

## Terminologie
Există o terminologie comună și similare de notație a tetrației, adesea confundată cu strâns legate funcții și expresii. Aici sunt câțiva termeni înrudiți:
| Forma                                                            | Terminologie              |
| ---------------------------------------------------------------- | ------------------------- |
| {\displaystyle a^{a^{\cdot ^{\cdot ^{a^{a}}}}}}                  | Tetrație                  |
| {\displaystyle a^{a^{\cdot ^{\cdot ^{a^{x}}}}}}                  | Exponențială repetată     |
| {\displaystyle a_{1}^{a_{2}^{\cdot ^{\cdot ^{a_{n}}}}}}          | Exponențiale multiplicate |
| {\displaystyle a_{1}^{a_{2}^{a_{3}^{\cdot ^{\cdot ^{\cdot }}}}}} | Exponențiale infinite     |